# ジュタイー
ジュタイー(Jutaí)は、ブラジル北部のアマゾナス州の自治体。
2010年の人口は1万7964人。
面積は6万9552km2で、アマゾナス州で5番目に、全国で9番目に広い。

## 自然保護
- ジュタイー・ソリモエンス生態系保護区（英語版）[3]の一部を含む。
- ジュタイー川保全区（英語版）は2002年に2755km2の範囲に設定された[4]。
- クジュビン維持発展保護区（英語版）は2003年に2万4503km2の範囲に設定された[5]。これはアマゾナス州最大の保護区で、世界最大の維持発展保護区である[6]。

## ジュタイーを舞台にした作品
- 高野秀行『巨流アマゾンを遡れ』　集英社、集英社文庫、2003年。